# Joseph W. Frazer
Joseph Washington Frazer (4 de marzo de 1892 - 7 de agosto de 1971) fue un empresario de la industria del automóvil estadounidense. A lo largo de su carrera, trabajó en media docena de empresas diferentes como mecánico, instructor, financiero, vendedor, presidente y presidente ejecutivo. Ocupó altos cargos directivos en Chrysler, Willys-Overland Motors y Graham-Paige, antes de asociarse con Henry J. Kaiser para formar la Kaiser-Frazer Corporation. Se convirtió en una figura importante en la era clásica de la construcción de automóviles en los Estados Unidos.

## Primeros años
Frazer nació en 1892 en Nashville. Era hijo de James Stokes Frazer, abogado y juez, y de Mary Washington. La madre de Frazer documentó su linaje hasta un tío de George Washington.

## Educación
Frazer se graduó en la Hotchkiss School de Lakeville, Connecticut y estudió ingeniería en la Sheffield Scientific School de la Universidad de Yale en New Haven, Connecticut, y se graduó con un título en ciencias en 1911.

## Inicio de su carrera
Frazer se unió al concesionario Packard de su hermano en Nashville como asistente de mecánico. Más adelante se dedicó a vender y comercializar coches nuevos en el concesionario y posteriormente en otra franquicia de Packard en la ciudad de Nueva York. Luego se mudó a Cleveland y gestionó una oficina de ventas de la marca Saxon, construidos en Míchigan. Contratado por General Motors, su comprensión de los préstamos de compra lo convirtieron en uno de los primeros organizadores clave del sistema de ventas de la compañía. Mediante un préstamo del personal ejecutivo de GM, estableció un sistema de créditos similar para el fabricante Pierce-Arrow.

## Chrysler
Frazer conoció a Walter P. Chrysler en 1923 en Maxwell Chalmers. Chrysler era consciente de la creciente reputación de Frazer en el negocio como el cerebro de una política de créditos que hacía posible las ventas a gran escala. Frazer se convirtió en uno de los directivos clave de Walter Chrysler, consiguiendo que Maxwell triplicase sus ventas anuales. Este éxito permitió a Chrysler obtener los recursos necesarios para construir su propio automóvil, y en 1925 fundó la Chrysler Corporation. Frazer sugirió a Chrysler que la compañía construyera un automóvil de bajo precio que desafiaría directamente a Ford y GM. Sugirió llamar al coche "Plymouth". "¿Por qué no llamarlo Plymouth? Es un buen nombre americano antiguo. ¿Has oído hablar de Plymouth Binder Twine?" Mientras que a otros no les impresionó la propuesta de Frazer, Chrysler (él mismo una vez fue granjero) respondió: "Todos los granjeros de Estados Unidos conocen la marca Plymouth Binder Twine. Démosles un nombre con el que estén familiarizados". El 11 de enero de 1928, se produjo la primera unidad y en 1931 el automóvil ocupaba el tercer lugar en las ventas de automóviles de los EE. UU.

## Willys-Overland
En 1939, Frazer se incorporó a Willys-Overland Motors, que se encontraba en una situación financiera desesperada y con las ventas estancadas en 16.000 unidades al año. Mientras permaneció en Willys-Overland Motors, la compañía construyó y dio a conocer su nuevo vehículo militar, para el que Frazer aprobó las marcas registradas a presentar para hacer de "Jeep" una marca reconocible. Frazer afirmó haber acuñado la palabra "jeep" arrastrando las iniciales G.P., aunque no esté plenamente confirmado. Willys ganó el contrato con el Gobierno de Estados Unidos para construir el vehículo utilitario militar Jeep ["G.P.", iniciales de "General Purpose"]. El Jeep comenzó su producción en 1940-1941. También dirigió el desarrollo de un automóvil de bajo coste llamado Willys Americar, que fue un éxito de ventas. Cuando se fue en 1944, Willys-Overland había alcanzado ventas anuales por un valor de 212 millones de dólares.

## Graham-Paige Motors
En agosto de 1944, Frazer tomó el control de la Graham-Paige Motors Corporation y se convirtió en su presidente. Anunció que la empresa reanudaría la fabricación de automóviles después de la guerra, presentando un coche completamente nuevo que se llamaría Frazer. Mientras buscaba respaldo financiero para esta empresa, conoció al industrial californiano Henry J. Kaiser, quien también tenía planes para fabricar un automóvil en la posguerra. Los dos acordaron trabajar juntos y formaron Kaiser-Frazer Corporation el 25 de julio de 1945. Henry Kaiser se convirtió en el presidente de Kaiser-Frazer, y Frazer se convirtió en presidente ejecutivo. Kaiser-Frazer Corporation y Graham-Paige se convirtieron en socios igualitarios. Kaiser-Frazer fabricaría el automóvil Kaiser, mientras que Graham-Paige fabricaría el Frazer y maquinaria agrícola.
A finales de 1946, Graham-Paige estaba perdiendo dinero y no podía cumplir con sus obligaciones financieras con Kaiser-Frazer, así que Frazer vendió en 1947 la construcción de automóviles de Graham-Paige a Kaiser. Conservó la división de equipos agrícolas, que trasladó a una planta en York, Pensilvania.

## Vida personal
Joseph se casó con Lucille Frost (nacida el 3 de enero de 1896 en Chicago), el 18 de noviembre de 1914. Tuvieron una hija, Arielle (nacida el 23 de agosto de 1917, y que murió el 7 de febrero de 2006 en Newport (Rhode Island)).
Murió de cáncer en su casa de Newport el 7 de agosto de 1971.

## Reconocimientos
- En abril de 2012, Frazer fue incluido en el Salón de la Fama del Automóvil.[10]